# Сотченко, Владимир Семёнович
Владимир Семёнович Сотченко — российский учёный-селекционер, академик РАСХН (1999), академик РАН (2013).

## Биография
Родился 25.01.1937 г. в посёлке совхоза «Волжская коммуна» Курманаевского района Оренбургской обл.
Окончил Башкирский СХИ (1960).
- 1960—1965 агроном колхоза им. Куйбышева, заместитель директора по учебной части с.-х. школы, главный агроном опытного хозяйства, главный агроном мясомолочного совхоза (Башкирская АССР).
- 1965—1972 научный сотрудник Кубанской опытной станции ВНИИ растениеводства (ВИР).
- 1972—1975 старший научный сотрудник, заведующий лабораторией Татарского НИИ сельского хозяйства.
- 1975—1976 старший научный сотрудник ВИР.
- 1976—1987 директор Кубанской опытной станции ВИР, заведующий лабораторией селекции раннеспелой кукурузы.
- 1987—1990 заместитель директора по научной работе, заведующий отделом селекции и семеноводства Всероссийского НИИ кукурузы (Пятигорск)
- 1990—2015 директор Всероссийского НИИ кукурузы (Пятигорск)[1].

Доктор сельскохозяйственных наук (1992), профессор (1978), академик РАСХН (1999), академик РАН (2013).
Главный редактор научно-производственного журнала «Кукуруза и сорго».

## Награды
Лауреат Государственной премии СССР (1986).
Награждён орденом Дружбы (2008), двумя медалями ВДНХ, золотой и серебряной медалями Минсельхоза России «За вклад в развитие агропромышленного комплекса России», бронзовой медалью ФАО — Продовольственной и сельскохозяйственной организации ООН.
Автор и соавтор 42 районированных гибридов кукурузы.
Изобретатель СССР. Получил более 100 авторских свидетельств и патентов на гибриды и линии кукурузы.

## Публикации
- Оценка комбинационной способности линий кукурузы в топкроссных и диаллельных скрещиваниях // Селекция и семеноводство кукурузы. 1971. № 6. С. 290—303.
- Метод расширения генетического разнообразия линий, используемых в селекции кукурузы / соавт. Г. С. Галеев // Докл. ВАСХНИЛ. 1989. № 11. С. 4-6.
- Устойчивость линий к кукурузному мотыльку и хлопковой совке / соавт.: М. А. Чумаков и др. // Кукуруза и сорго. 1991. № 3. С. 45-46.
- Использование рекуррентного реципрокного отбора в селекции сахарной кукурузы / соавт. С. Н. Новоселов // Кукуруза и сорго. 1997. № 5. С. 13-16.
- Культура кукурузы и её кормовое использование = Corn production and its use for feeding: науч.-произв. справ. / соавт.: Т. Т. Евдокимова и др.; ЦНСХБ. — М., 2006. — 212 с.
- Перспективная ресурсосберегающая технология производства кукурузы на зерно: метод. рекомендации / ФГНУ «Росинформагротех». — М., 2009. — 66 с.
- Кукуруза. Современная технология возделывания / соавт.: А. П. Шиндин и др. — 2-е изд., доп. — М.: НПО «РосАгроХим», 2012. — 148 с.
- Каталог гибридов кукурузы : для достижения высоких результатов пользуйтесь надежными семенами кукурузы! / соавт.: А. Г. Горбачев и др.; Всерос. НИИ кукурузы. — Пятигорск, 2013. — 31 с.